# Lindsaea parkeri
Lindsaea parkeri är en ormbunkeart. Lindsaea parkeri ingår i släktet Lindsaea och familjen Lindsaeaceae.

## Underarter
Arten delas in i följande underarter:
- L. p. parkeri
- L. p. steyermarkiana